# بورس نیجریه
بورس نیجریه (انگلیسی: Nigerian Stock Exchange) بازار بورس اوراق بهادار نیجریه است، که در سال ۱۹۶۱ تأسیس شد.